# Антонювка (Замойський повіт)
Антонювка (пол. Antoniówka) — село в Польщі, у гміні Комарув-Осада Замойського повіту Люблінського воєводства.
Населення — 280 осіб (2011).
У 1975-1998 роках село належало до Замойського воєводства.

## Демографія
Демографічна структура станом на 31 березня 2011 року:
|          | Загалом | Допрацездатний вік | Працездатний вік | Постпрацездатний вік |
| -------- | ------- | ------------------ | ---------------- | -------------------- |
| Чоловіки | 129     | 23                 | 91               | 15                   |
| Жінки    | 151     | 34                 | 78               | 39                   |
| Разом    | 280     | 57                 | 169              | 54                   |